# Staranzano
Staranzano (friuli nyelven: Staranzan, szlovénül: Štarancan) település Olaszországban, Friuli-Venezia Giulia régióban, Gorizia megyében. Lakosainak száma 7136 fő (2023. január 1.). Staranzano Grado, Monfalcone, Ronchi dei Legionari és San Canzian d'Isonzo községekkel határos.

## Népesség
A település lakossága az elmúlt években az alábbi módon változott:
| Lakosok száma | 7257 | 7297 | 7136 |
|               | 2017 | 2018 | 2023 |